# حبیب‌الله محیط
حبیب‌الله محیط از سیاستمداران ایرانی بود، که در دوره‌  چهاردهم بعنوان نماینده بانه و سقز در مجلس شورای ملی حضور داشت.